# Baron Belasyse

Wappen der Barons Belasyse

Baron Belasyse war ein britischer Adelstitel, der in der Peerage of England einmal als erblicher Titel und einmal als Life Peerage verliehen wurde.

## Verleihungen
Erstmals wurde der erbliche Titel Baron Belasyse, of Worlaby in the County of Lincoln, am 27. Januar 1645 als erblicher Titel für Hon. John Belasyse geschaffen. Er war der zweite Sohn des Thomas Belasyse, 1. Viscount Fauconberg, und Onkel des Thomas Belasyse, 1. Earl Fauconberg. Der Titel erlosch beim Tod seines kinderlosen einzigen Enkels, des 2. Barons, am 26. August 1691.
Die seit 1667 verwitwete Mutter jenes 2. Barons, Susan Belasyse (geborene Airmine), Baroness Belasyse wurde am 1. April 1674 auf Lebenszeit aus eigenem Recht zur Baroness Belasyse, of Osgodby in the County of Lincoln, erhoben. Der Titel erlosch bei ihrem Tod.

## Liste der Barons Belasyse

### Barons Belasyse (1645)
- John Belasyse, 1. Baron Belasyse (1614–1689)
- Henry Belasyse, 2. Baron Belasyse († 1691)

### Baroness Belasyse (Life Peerage, 1674)
- Susan Belasyse, Baroness Belasyse (1679–1732)